# Emst

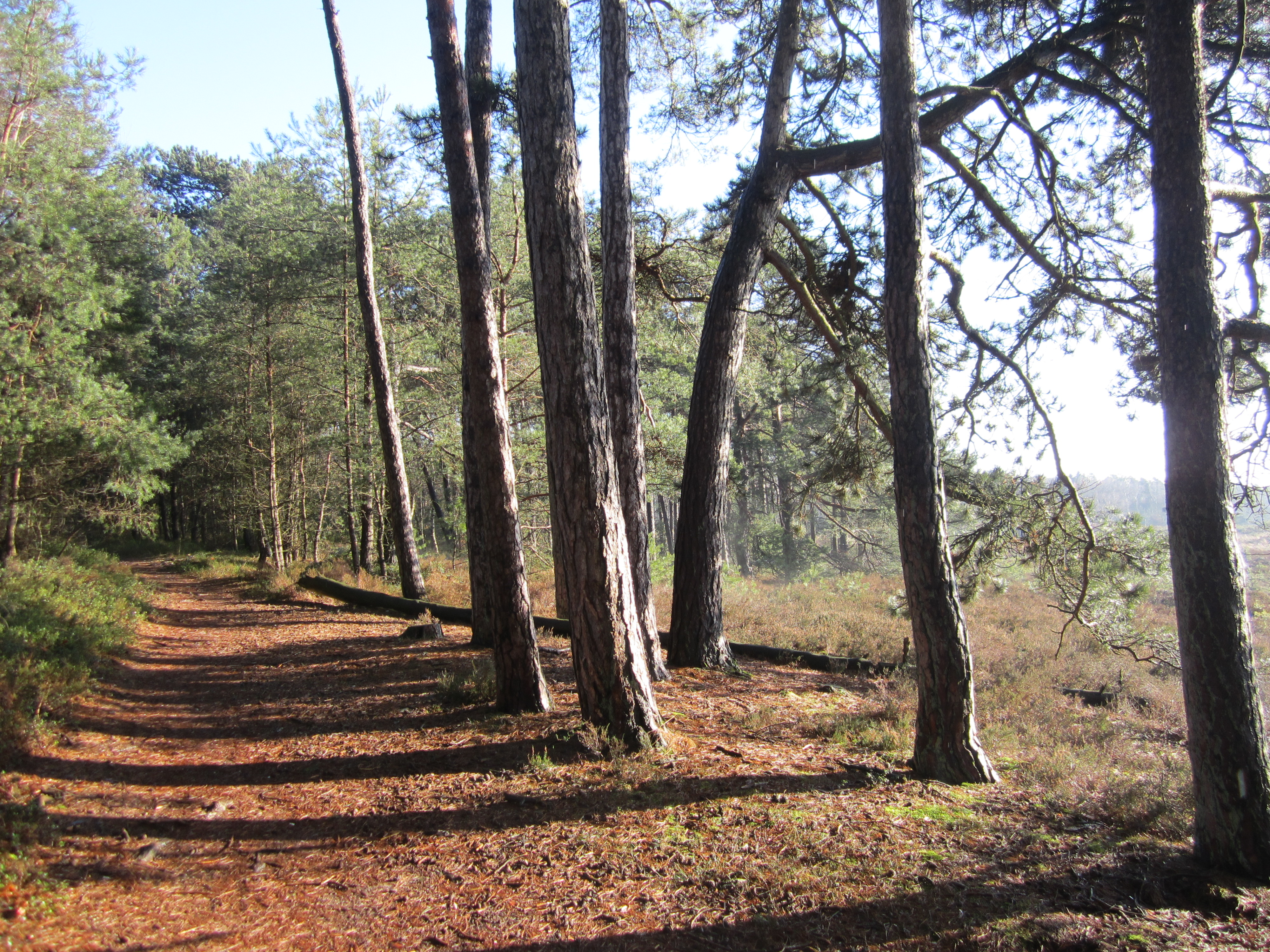
Pad Welna

Emst (Nedersaksisch: Ems(t)) is een dorp op de Veluwe in de gemeente Epe in de Nederlandse provincie Gelderland. Het telt ongeveer 3.255 inwoners.

## Geschiedenis
Emst ontstond in de 17e eeuw op de grens van de gemeente Epe en de gemeente Vaassen. In 1818 ging de gemeente Vaassen op in de gemeente Epe, maar bij het kadaster is er nog steeds sprake van de kadastrale gemeente Epe en Oene enerzijds en de kadastrale gemeente Vaassen anderzijds. De buurtschap Emst ontwikkelde zich in de tweede helft van de 19e eeuw tot een kerkdorp. Naast de kerk werd een schoolgebouw geplaatst, maar het staat vast dat in de 18e eeuw al les is gegeven in Emst. Hoewel het dorpje in de 17e en gedeeltelijk de 18e eeuw voornamelijk bewoond werd door boeren die hun kinderen vaak lieten meewerken op de boerderij, werd dus wel aan lesgeven gewerkt. De school heeft een grote bijdrage geleverd aan de vooruitgang van de ontwikkeling van Emst. Dat was zeer welkom, omdat het dorp inmiddels al aardig was gegroeid.
Aan de oostkant van Emst liep de "Baronnenlijn", de spoorlijn Apeldoorn - Zwolle van de Koninglijke Nederlandsche Locaalspoorweg-Maatschappij. De treinen stopten bij de halte Emst, waar in 1887 een vrij groot stationsgebouw was gebouwd. Het werd in 1938 gesloten en begin jaren 1970 afgebroken. De straatnamen Stationsweg en Spoorstraat herinneren nog aan de spoorlijn.

## Toerisme
Emst ligt dicht bij de bossen van de Veluwe en er is een aantal campings. De nabijgelegen bossen Gortelse bos en Vierhouterbos zijn plaatsen waar mensen wandelen.

## Belangrijke gebouwen en plaatsen

### Hervormde kerk
Midden in het dorp staat het kerkgebouw van de Hervormde gemeente Emst. De eerste steen is gelegd door burgemeester G.W. van der Feltz op 19 maart 1866. Op 6 januari 1930 is dit eerste gebouw in vlammen opgegaan, maar op de fundamenten verrees al heel snel een nieuwe kerk. Op zondag 28 december 1930 is het huidige gebouw ingewijd door ds. Oosterhuis met als tekst 1 Koningen 8:29; "Dat Uwe ogen nacht en dag open zijn over dit huis". In 1943 werd de luidklok door de bezetters naar de smeltkroes vervoerd. De nieuwe luidklok van 250 kilo werd geleverd door de firma Van Bergen te Heiligerlee in 1949. Op deze luidklok staat een gedicht van L. Schouten:
"De vorige werd naar 't vuur verwezen,
In haar plaats ben ik verrezen,
'k Nood als zij met sterker klanken,
Kom dan, kom dan om God te danken".

### Heemhoeve
De Heemhoeve was tussen ca 1932 en ca 1980 een jeugdherberg van de toenmalige Nederlandse Jeugdherbergcentrale. In 1987 werd er het Maitreya Instituut in gevestigd. Hier werden cursussen gegeven over de Tibetaans-boeddhistische levensstijl. De cursussen werden gegeven door geshe Sonam Gyaltsen, een ingewijd Tibetaanse lama die in het instituut woonde. Naast het onderricht was er tijd ingeruimd voor meditaties en discussies die geleid werden door studenten. Het instituut is in 2012 verhuisd naar conferentieoord Bosoord' te Loenen.

### Afbeeldingen

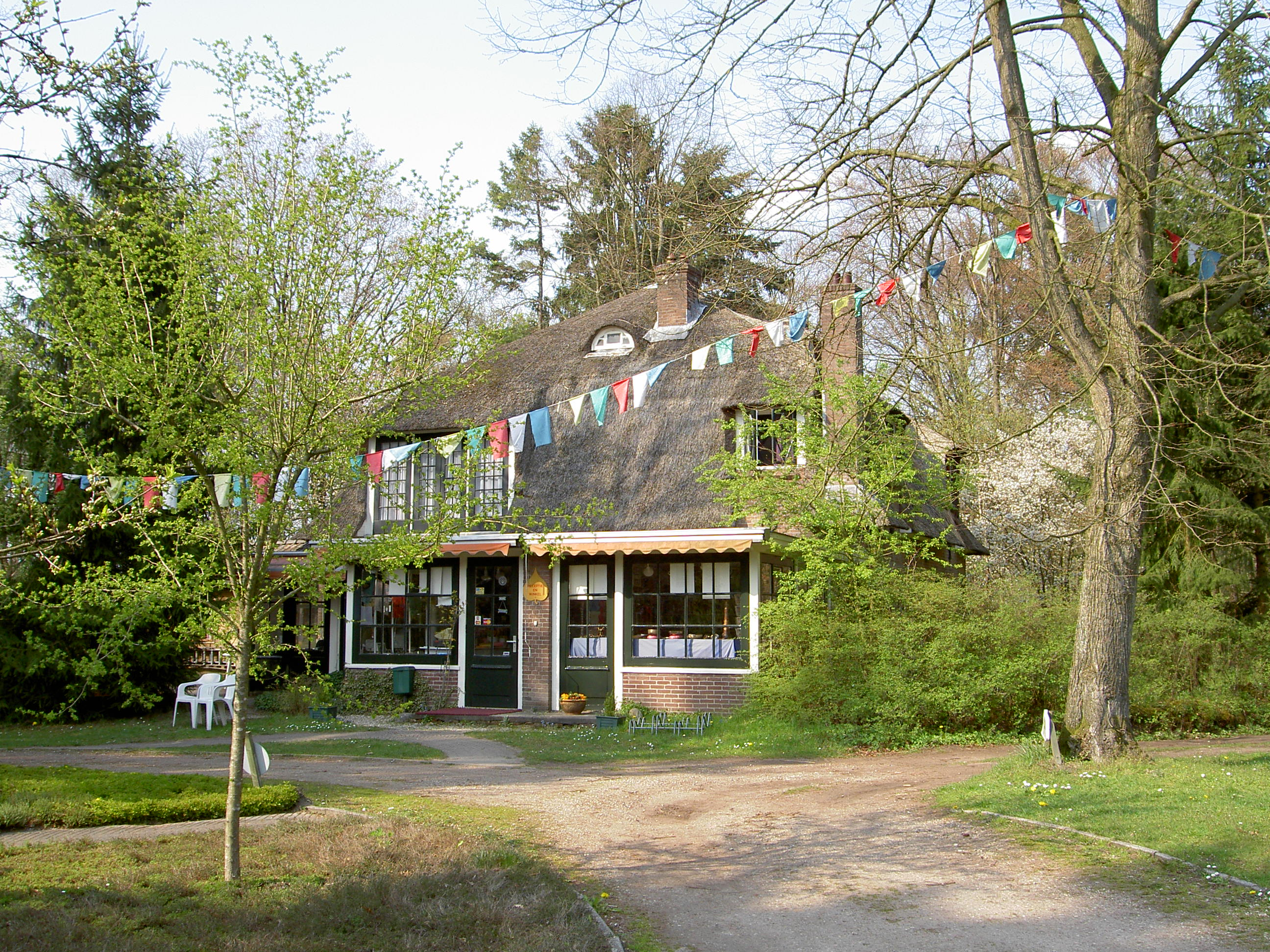
Heemhoeve
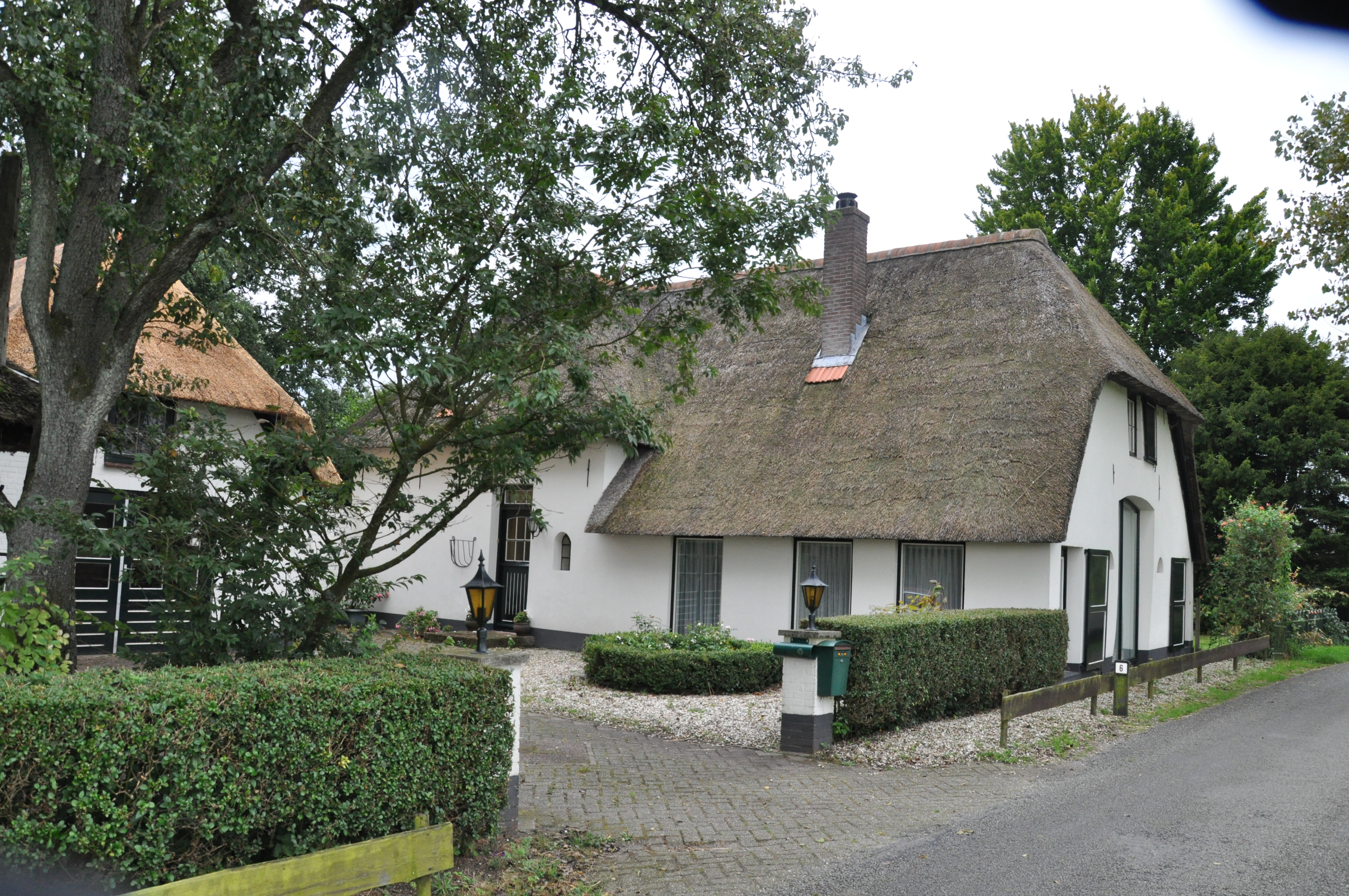
Boerderij, rijksmonument
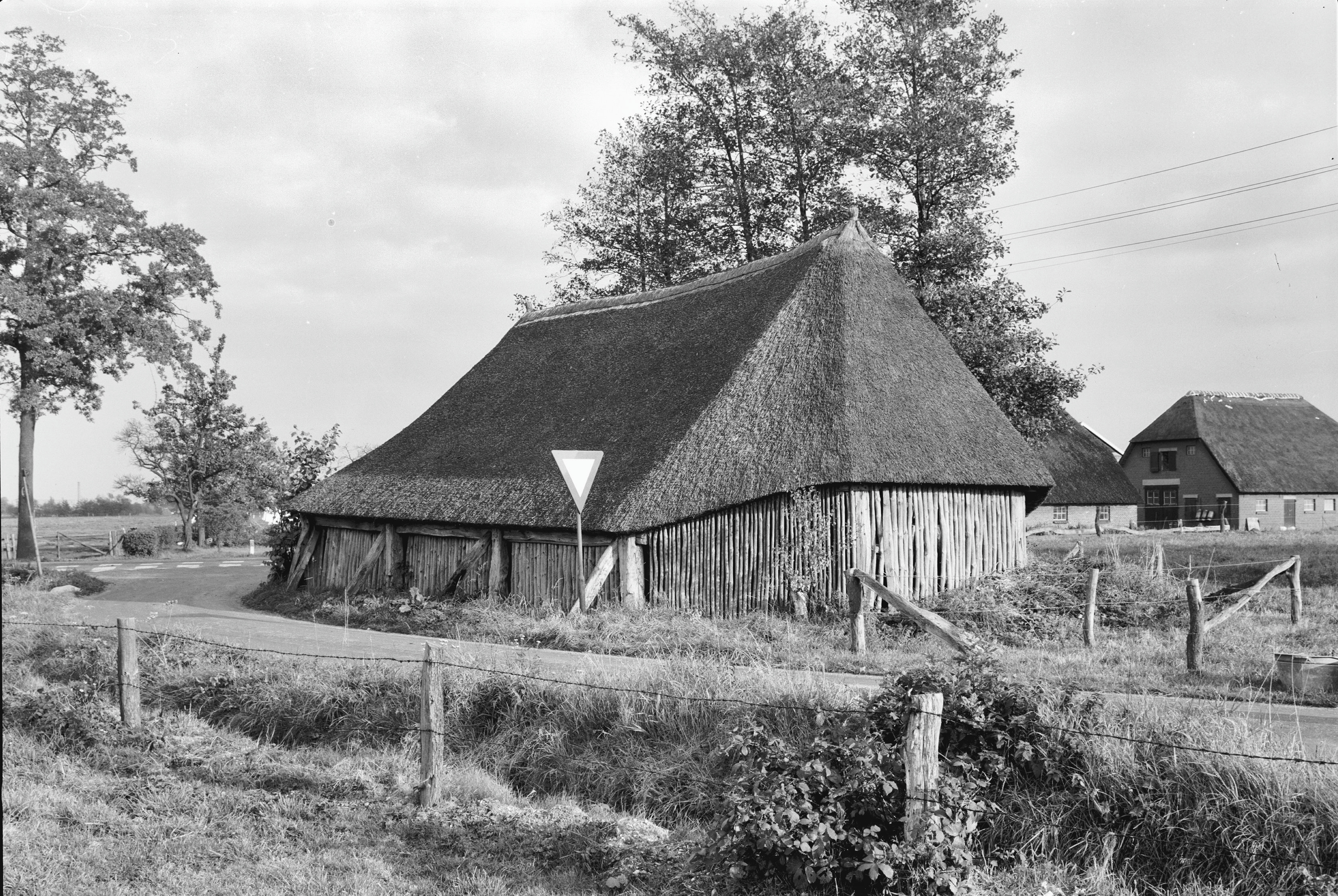
Schaapskooi, gemeentelijk monument
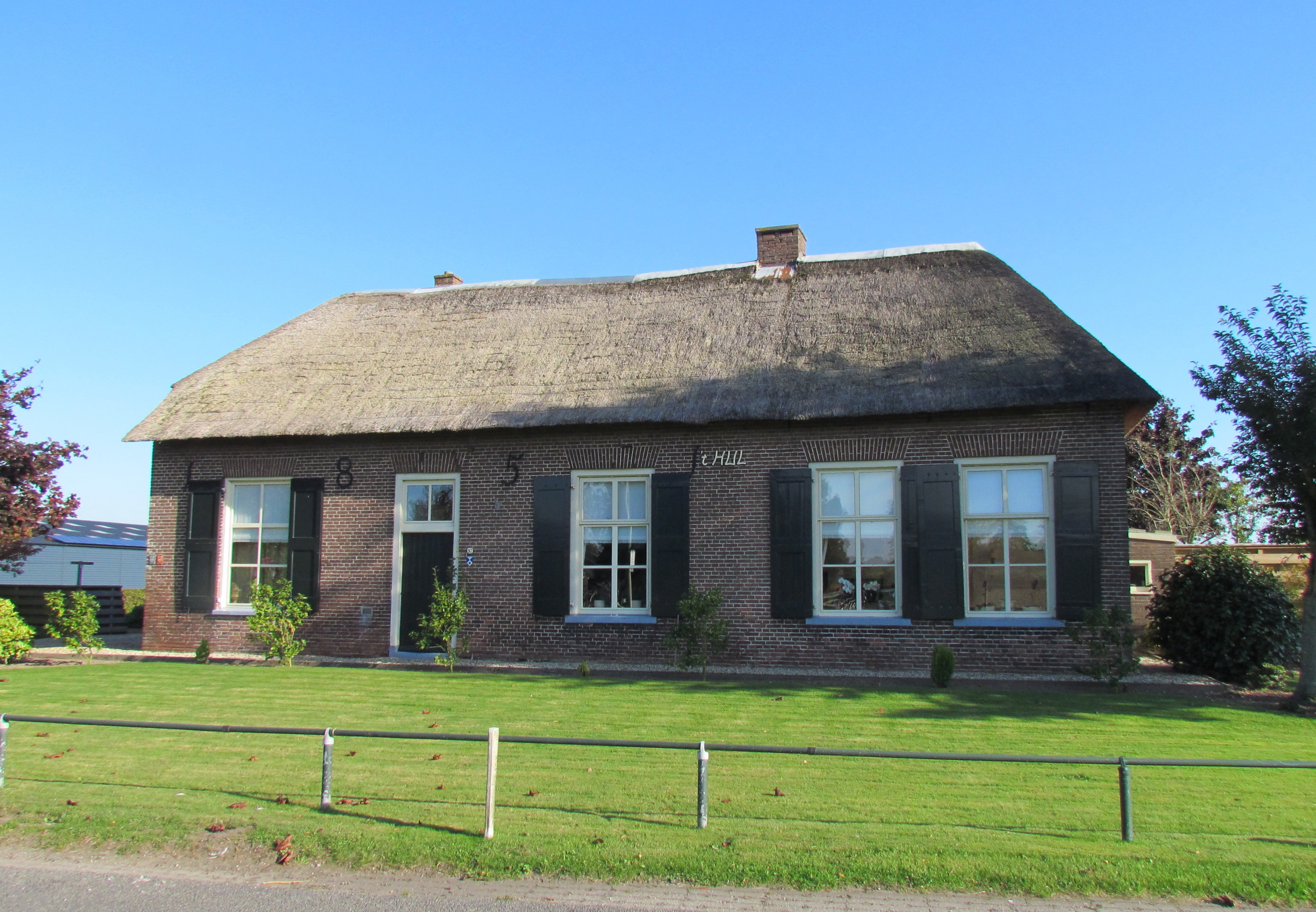
't Hul, gemeentelijk monument
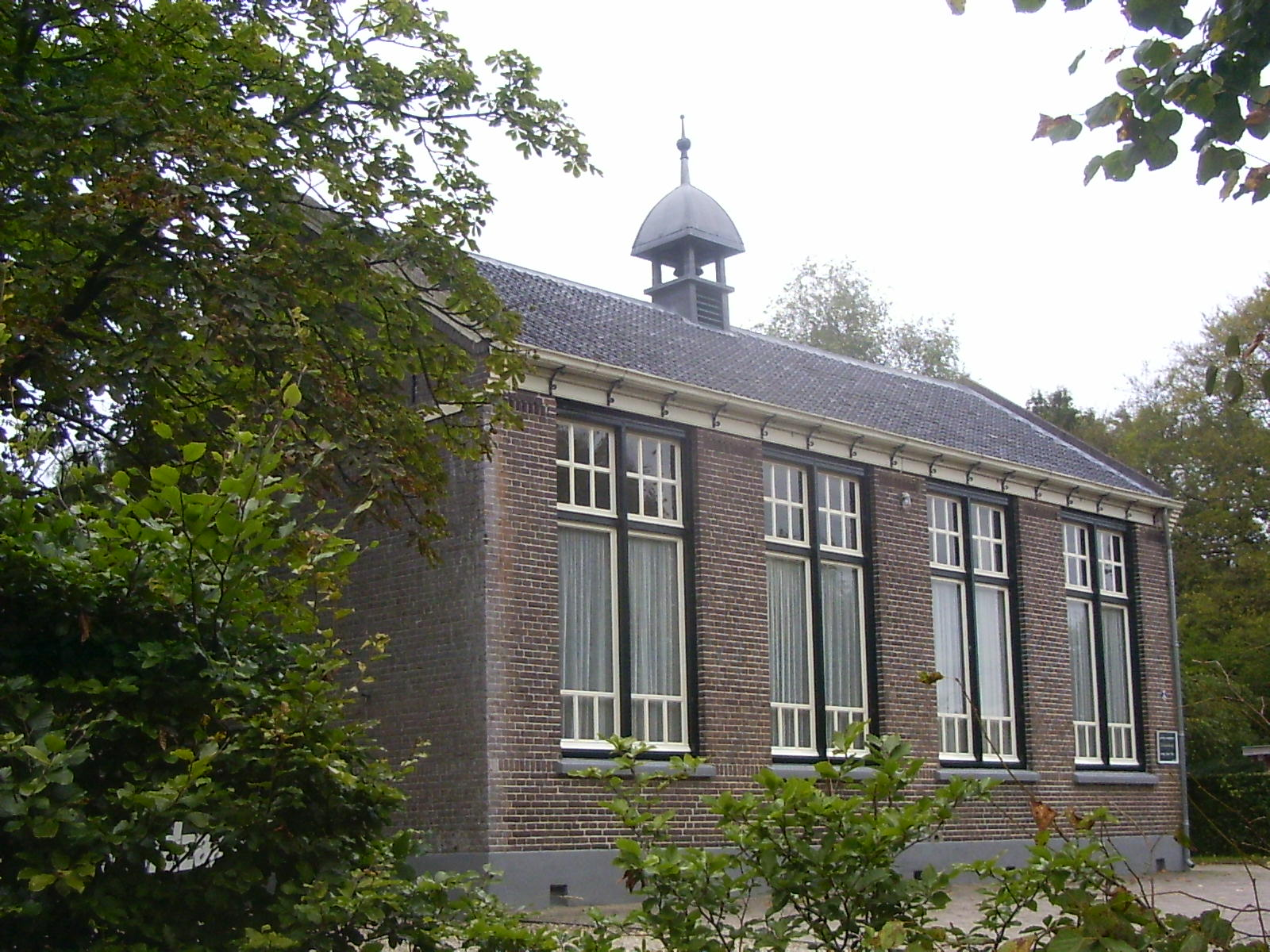
Schoolgebouw, gemeentelijk monument

## Activiteiten

### VV Emst
De "Voetbalvereniging EMST" (VV Emst) werd in 1953 districtskampioen, 3e divisie. In datzelfde jaar wonnen ze de Epe cup. Anno 2020 speelt het eerste elftal van Emst in de zondag 4e klasse.

### Muziekvereniging Prins Bernhard
Muziekvereniging "Prins Bernhard" is op 3 januari 1939 opgericht. De vereniging is aangesloten bij de Koninklijke Nederlandse Federatie van Muziekverenigingen, de KNFM. De kern van de vereniging wordt gevormd door het harmonieorkest, dat sinds 1996 uitkomt uit in de vierde divisie. Het is op basis van de prestaties tweemaal uitgenodigd voor deelname aan het Nederlands Kampioenschap. In januari 2006 resulteerde dit in een tweede plaats. Naast het harmonieorkest bestaat de vereniging uit een blokfluitgroep, een speelgroep, een opleidingsorkest, een drumband, een Dickensorkest en kapel "De Heuijschudders". Sinds 2002 bestaat ook een vereniging van vrienden.

## Bekende Emstenaren
- Ds. G. van Rhijn, predikant te Emst van 1902-1908, grondlegger van het jeugdwerk in de Hervormde gemeente. De oprichting van een Jongelings-, Meisjes-, Zang-, en Knapenvereniging, en tevens de Zondagsschool, is mede het werk geweest van het echtpaar Van Rhijn.
- Marc Overmars (1973), voetballer
- Zuster Van Rossum, van 1951 tot 1968 de eerste wijkverpleegkundige van Emst, bewoonde  het Groene Kruis-gebouw aan de Hoofdweg. De populaire verpleegkundige runde samen met dokter Van Gelder het consultatiebureau. Naar beiden werden in 2008 wegen vernoemd in het nieuwbouwproject Gelderskwartier.